# Saint-Jean-Poudge
Saint-Jean-Poudge is een gemeente in het Franse departement Pyrénées-Atlantiques (regio Nouvelle-Aquitaine) en telt 85 inwoners (2009). De plaats maakt deel uit van het arrondissement Pau.

## Geografie
De oppervlakte van Saint-Jean-Poudge bedraagt 3,9 km², de bevolkingsdichtheid is dus 21,8 inwoners per km².
De onderstaande kaart toont de ligging van Saint-Jean-Poudge met de belangrijkste infrastructuur en aangrenzende gemeenten.

## Demografie
Onderstaande figuur toont het verloop van het inwonertal (bron: INSEE-tellingen).